# Сталтс, Дайнис
Дайнис Сталтс (латыш. Dainis Stalts; 3.01.1939 − 12.04.2014) — латвийский фольклорист и политик. Лив по происхождению. Кавалер ордена Трёх звезд (1995 г.). Активный участник третий Атмоды. Депутат 5-го и 7-го Сейма Латвии. Депутат Рижской Думы. Лауреат Латвийской годовой фольклорной награды (2000 год) и Большой Фольклорной Награды (2004 год).